# OpenSourceSweden
Open Source Sweden är "Föreningen Leverantörer av Öppen Programvara i Sverige". Föreningens ordförande är Björn Lundell. Föreningen vill tillvarata de intressen som svenska leverantörer av öppen källkod har. Motsvarande föreningar finns för stängd programvara, som till exempel International Association of Microsoft Certified Partners.
Föreningen har bildats på initiativ av några av de ledande svenska företagen inom öppen källkod. Medlemskap kan sökas av alla företag som arbetar inom öppen källkod/öppen programvara, med produkter, utveckling eller tjänster. Föreningen drivs i enlighet med årlig verksamhetsplan som fastställs av styrelsen. Det praktiska arbetet genomförs dels genom medlemsmöten som hålls varje kvartal, dels genom olika arbetsgrupper som på frivillig basis driver olika frågor och aktiviteter.
Organisationen verkar aktivt för:
- öppna standarder som inte utesluter öppen programvara
- att sprida information om öppen programvara, licenser och avtalsformer
- en effektiv tjänsteorienterad marknad för programvaruutveckling
- att främja en väl fungerande nationell och internationell marknad för utveckling, försäljning, leverans och support

Föreningen är med i den europeiska organisationen "Open Source Business Organisations of Europe" (OBOOE).